# Карруж, Жан де
Жан де Карруж (фр. Jean de Carrouges, 1330-е, Карруж — 25 сентября 1396, Никопол, Плевенская область) — французский рыцарь, фамильный замок которого — Карруж, находится в департаменте Орн в Нормандии. Вассал графа Алансона Пьера II. Известен как участник судебного поединка с Жаком Ле Гри.

## Биография
Участвовал в кампаниях адмирала Жана де Вьена против англичан в ходе Столетней войны и против Османской империи. По возвращении его жена Маргарита обвинила Жака Ле Гри, оруженосца и камергера графа Алансона, в изнасиловании. Подробные записи о судебном деле оставил адвокат Ле Гри Жан Ле Кок (Jean Le Coq). С разрешения короля Франции и Парижского парламента судебный поединок был назначен на 1386 год. Он состоялся на территории монастыря в Париже сразу после Рождества 1386 года в присутствии публики, среди которых находились королевская семья и сам король Карл VI, а также известный историк Жан Фруассар. Помимо сочинения последнего, поединок  описан в «Больших французских хрониках». В поединке Ле Гри был убит.
После поединка Жан де Карруж служил в охране короля при дворе в Париже. Он погиб в битве с турками при Никополе 25 сентября 1396 года.
В 1386 году Маргарита родила сына Робера (Robert de Carrouges, 1386—1424). Робер воевал в Столетней войне сначала за англичан, потом за французов. Английский король Генрих IV конфисковал у него фамильные владения. Убит в битве при Вернёе 17 августа 1424 года.
В 2004 году была опубликована книга «Последняя дуэль: правдивая история испытания битвой в средневековой Франции» профессора средневековой английской словесности Калифорнийского университета в Лос-Анджелесе Эрика Джагера. Осенью 2021 года вышла одноимённая экранизация режиссёра Ридли Скотта. Роль Карружа исполнил Мэтт Деймон.